# جون هيل (لاعب كرة قدم أمريكية)
جون هيل (بالإنجليزية: John Hill)‏ هو لاعب كرة قدم أمريكية أمريكي، ولد في 16 أبريل 1950 في إيست أورانج في الولايات المتحدة، وتوفي في 21 أكتوبر 2018 بسبب سرطان.

## وصلات خارجية
- جون هيل على موقع مرجع كرة القدم المحترفة.كوم (الإنجليزية)